# Mónica Lora Cisquer
Mónica Lora Cisquer (Mataró, 1 de marzo de 1988) es una política española, actualmente diputada de Vox en el Parlamento de Cataluña y concejal en el Ayuntamiento de Mataró.

## Biografía
Entre 2011 y 2019 fue concejal en el Ayuntamiento de Mataró (Maresme) por Plataforma per Catalunya (PxC) y consejera comarcal durante cuatro años también por el mismo partido, además de ser secretaria general de Plataforma per Catalunya desde 2016 y secretaria de las Juventudes Identitarias por Catalunya (JIxC) entre 2016 y 2019. Antes formó parte de consejos de administración de varias empresas, como Aigües de Mataró y Promocions Urbanístiques de Mataró. . Se presentó a las elecciones de 2019 por Vox en la circunscripción de Barcelona en cuarto lugar en las listas, desde 2021 es diputada en el Parlamento de Cataluña y desde 2023 concejal del Ayuntamiento de Mataró.
Mònica Lora se ha dado a conocer como líder política local por su lucha contra la inmigración irregular, la delincuencia y la inseguridad ciudadana. También ha sido una de las principales impulsoras de las manifestaciones convocadas por la plataforma "Mataró se queda en España". En febrero de 2019, SOS Racisme denunció a Mónica Lora después de que un joven de Mataró la acusara, a ella y a varias decenas de usuarios de Facebook y otras redes sociales, de amplificar una serie de mensajes que acusaban sin fundamento al joven de haber cumplido condena por agresión y maltrato a una mujer. Además, Lora estuvo implicada, junto con otros exmiembros de PxC como el presidente de Vox en la demarcación de Barcelona, Juan Garriga, en un caso por delitos de discriminación e incitación al odio, en el que simulaban un cheque a nombre de una persona árabe por un importe de 4.000 euros. Esta campaña fue denunciada por la asociación islámica Ciudadanos por la Convivencia y el Desarrollo, Watami de Reus, y por Iniciativa per Catalunya Els Verds, aunque el caso fue archivado. En la campaña de las elecciones municipales de 2023, fue viral por el enfrentamiento que tuvo con el padre del jugador del FC Barcelona Lamine Yamal en una carpa de Vox en Mataró.